# Côme-Séraphin Cherrier (Montréal)
Ne doit pas être confondu avec Côme-Séraphin Cherrier (La Prairie).
Pour les articles homonymes, voir Cherrier.
Côme-Séraphin Cherrier (22 juillet 1798 - 10 avril 1885) était un avocat et une figure politique du Bas-Canada. Il fut député de Montréal à la Chambre d'assemblée du Bas-Canada,.

## Biographie

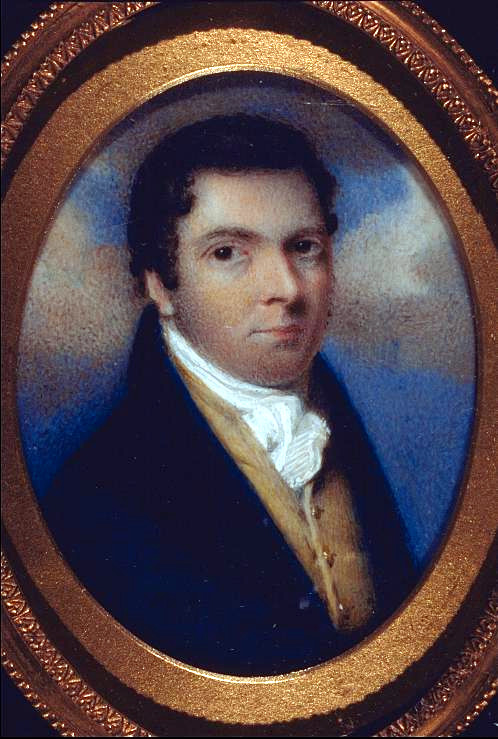
Côme-Séraphin Cherrier vers 1825

Côme-Séraphin Cherrier est né à Repentigny en 1798, fils d'un fermier et marchand. Après la mort de sa mère en 1801, il fut adopté par la famille de son oncle Denis Viger. Un autre oncle était Joseph Papineau. Cherrier étudia au Petit Séminaire de Montréal, apprit le droit avec son cousin Denis-Benjamin Viger et fut admis au barreau en 1822. Ses associés en droit étaient Louis-Michel Viger, Denis-Aristide Laberge, Charles-Elzéar Mondelet, Antoine-Aimé Dorion et Vincislas-Paul-Wilfrid Dorion. Cherrier défendit avec brio Jocelyn Waller contre les accusations d'avoir diffamé l'administration de Lord Dalhousie. Il a aussi représenté les seigneurs durant le processus d'établissement d'une compensation quand le régime seigneurial fut aboli. Il épousa Mélanie, la fille du marchand Joseph Quesnel et veuve du marchand Michel Coursol, en 1833. En 1834, Cherrier, supporté par le parti patriote, fut élu à l'Assemblée législative du Bas-Canada pour le comté de Montréal. Bien que Cherrier n'ait pas appuyé la résistance armée, il fut arrêté en décembre 1837; il fut ensuite placé en maison d'arrêt après être trouvé coupable.
En 1842, il fut nommé au Conseil de la Reine. Il fut Bâtonnier du Québec de 1851 à 1852 et bâtonnier pour le Barreau de Montréal en 1855 et 1856 et fut doyen de la faculté de droit de l'Université Laval à Montréal. Cherrier devint président de la Société Saint-Jean-Baptiste de Montréal en 1853. Il se présenta, sans succès, au poste de maire de Montréal en 1859. En 1865, il fit un discours à l'Institut canadien-français s'opposant à la Confédération. Il fut nommé chevalier de l'Ordre de Saint-Grégoire-le-Grand en 1869. Cherrier fut aussi un vice-président de la Société Saint-Vincent-de-Paul de Montréal. Il eut plusieurs propriétés à Montréal et hérita de celles de Denis-Benjamin Viger à Montréal et à l'Île-Bizard. Il fut directeur puis président de La Banque du Peuple.
Il est mort à Montréal en 1885. Sa sépulture est située dans le Cimetière Notre-Dame-des-Neiges, à Montréal.
Le fonds d'archives de Côme-Séraphin Cherrier est conservé au centre d'archives de Montréal de Bibliothèque et Archives nationales du Québec.

## Maison du Cabinet-de-Côme-Séraphin-Cherrier
À l'angle des rues Saint-Vincent et Saint-Amable près de la place Jacques-Cartier à Montréal, se trouve la Maison du Cabinet-de-Côme-Séraphin-Cherrier. Les murs de la maison en pierre grise, construite en 1818, avaient été intégrés en 1895 dans un entrepôt frigorifique en briques rouges. La maison a retrouvé son toit en 2016 lorsqu'a été construit l'hôtel William Gray.

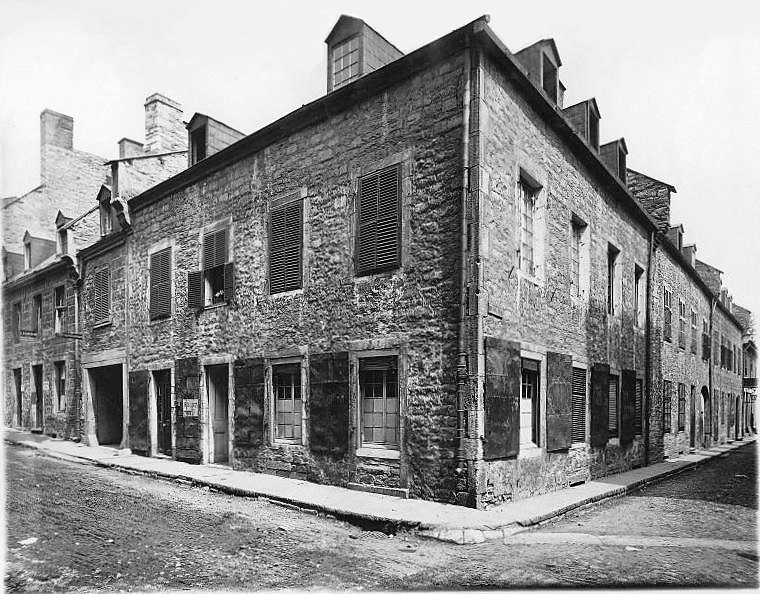
Extérieur de la maison, 1885
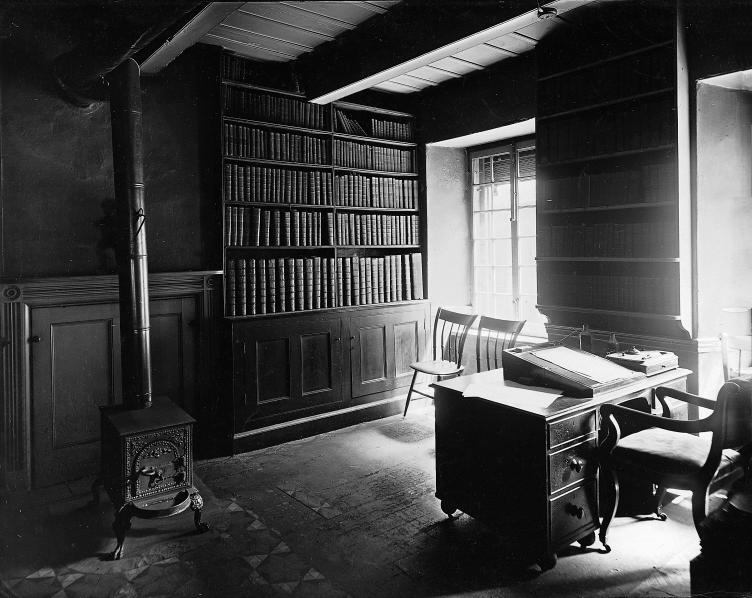
Intérieur du bureau, 1885
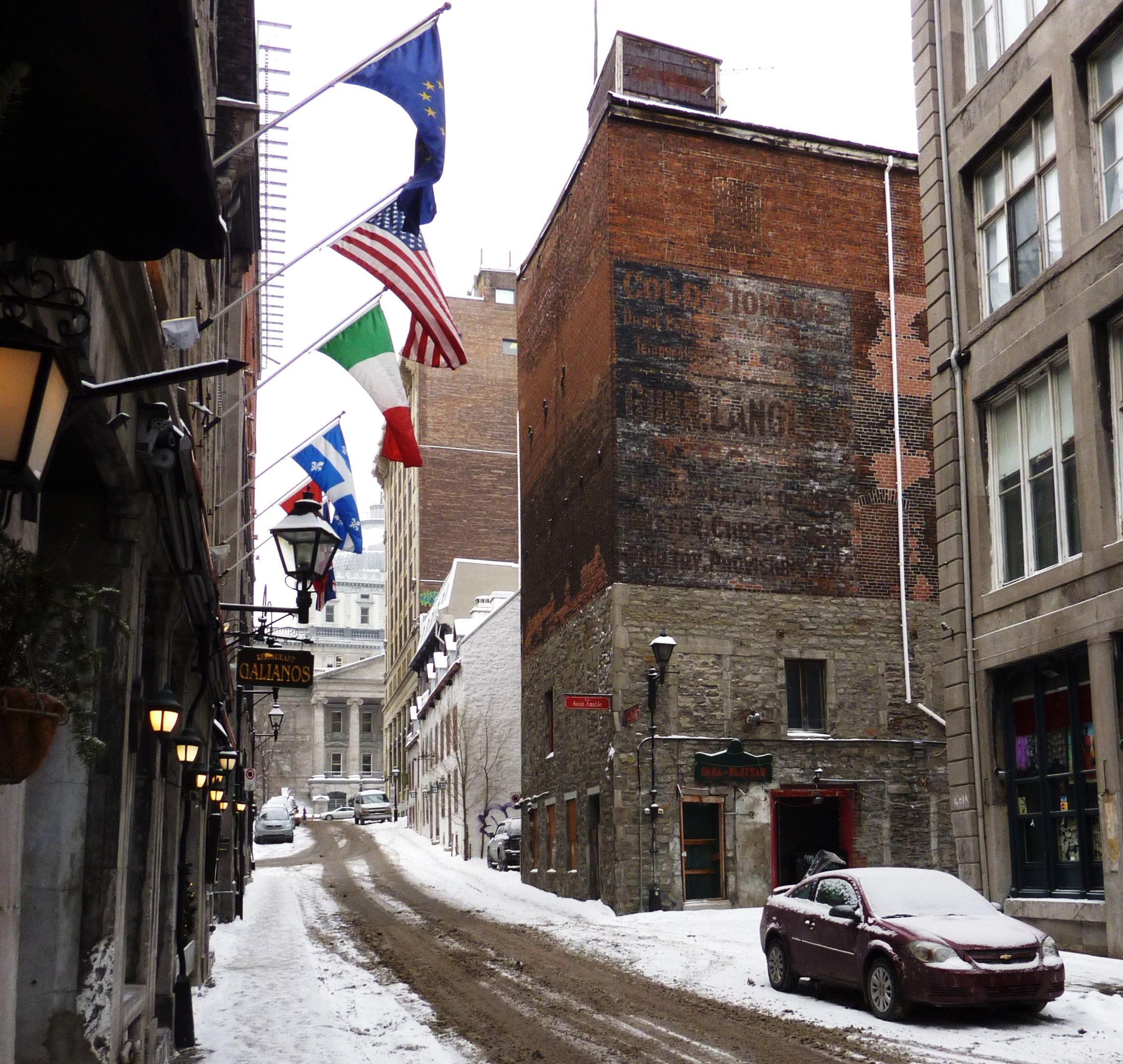
Entrepôt frigorifique Cherrier, 2011
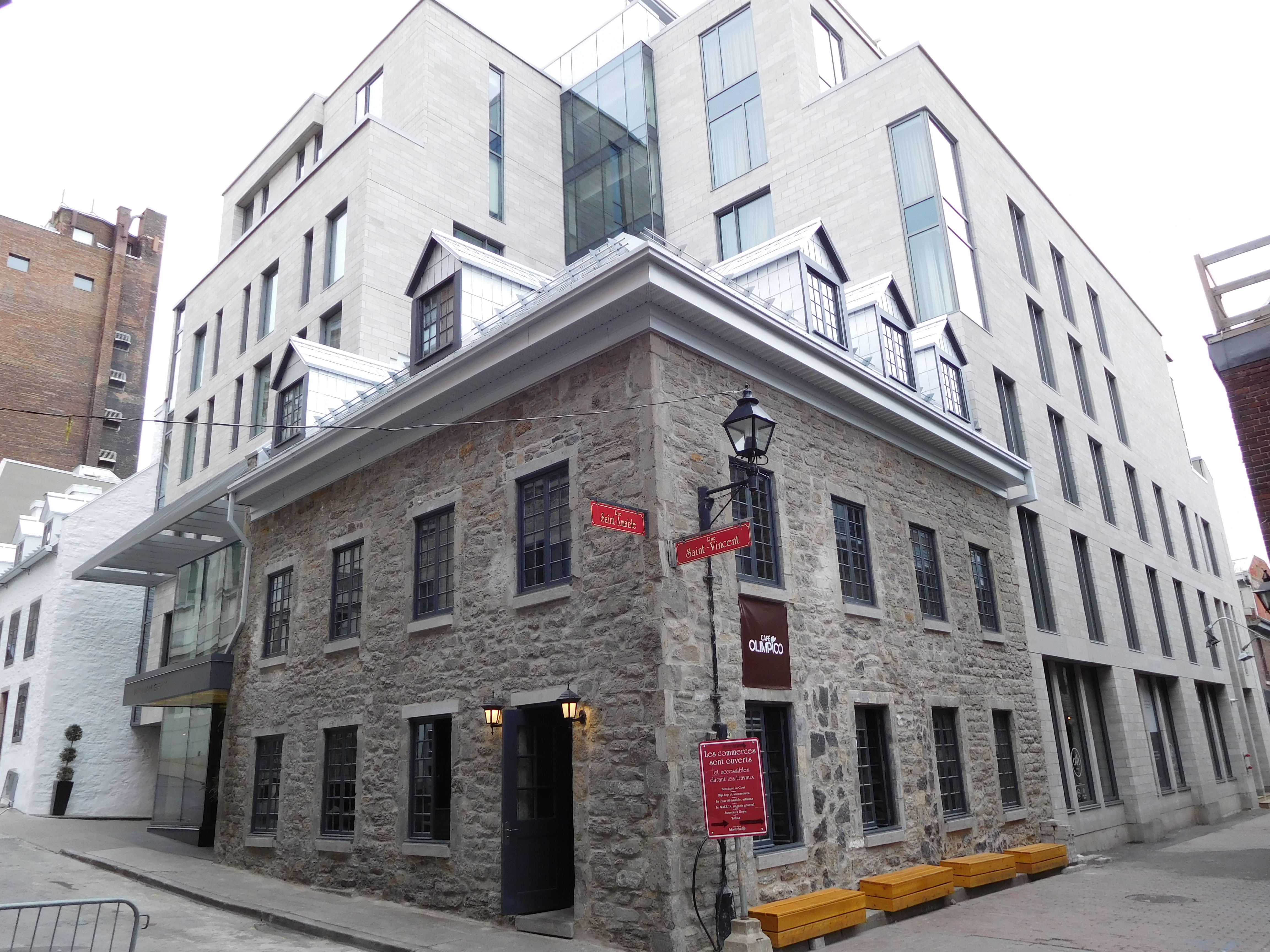
Hôtel William Gray, 2016

## Usines Cherrier
Durant la Seconde Guerre mondiale, Le Gardeur abrite le plus grand complexe industriel entre Montréal et Québec, les usines Cherrier (autrefois Les Arsenaux canadiens Limitée) nommées en son honneur.